# Grammatorcynus
Grammatorcynus es un género de peces perciformes de la familia Scombridae.

## Especies
Se reconocen las siguientes especies:
- Grammatorcynus bicarinatus
- Grammatorcynus bilineatus